# Одасирогахара
Одасирогахара (яп. 小田代原・小田代ヶ原 одасирогахара) — верховое болото в Японии, в префектуре Тотиги (чеверо-запад города Никко), находящееся в процессе высыхания и превращения в луга. Входит в национальный парк Никко. Признано рамсарским угодьем в 2005 году (как часть болотистой местности Окуникко, вместе с болотом Сендзёгахара и озером Юноко). Площадь болота составляет 44,72 га.
Одасирогахара расположено к западу от похожего на него болота Сендзёгахара, на высоте 1410 м над уровнем моря. В болото не втекают и из него не вытекают реки, питание исключительно дождевое. Среднегодовая норма осадков — 2103 мм, среднегодовая температура +6,7°С.
Некогда на месте Одасирогахары в результате извержения вулкана Нантай образовалось подпрудное озеро, позже заполнившееся осадками и останками болотных растений и пересохшее. Теперь открытая водная поверхность появляется лишь после дождей.
Характерными для болота фитоценозами являются Moliniopsis japonica и сфагнума папиллозного, Carex thunbergii v. appendiculata, пушицы влагалищной. Также там произрастают рододендрон японский, спирея иволистная и Cirsium oligophyllum. Растительность как болотная, так и луговая. Из-за постепенного изменения болота на нём стали появляться дуб курчавенький и лиственница Кемпфера. Часть болота огорожена электрическим забором для борьбы с оленями, вредящими местной растительности.
По болоту проложена туристическая тропа, рядом есть автобусная остановка.